# Christina Hendricks

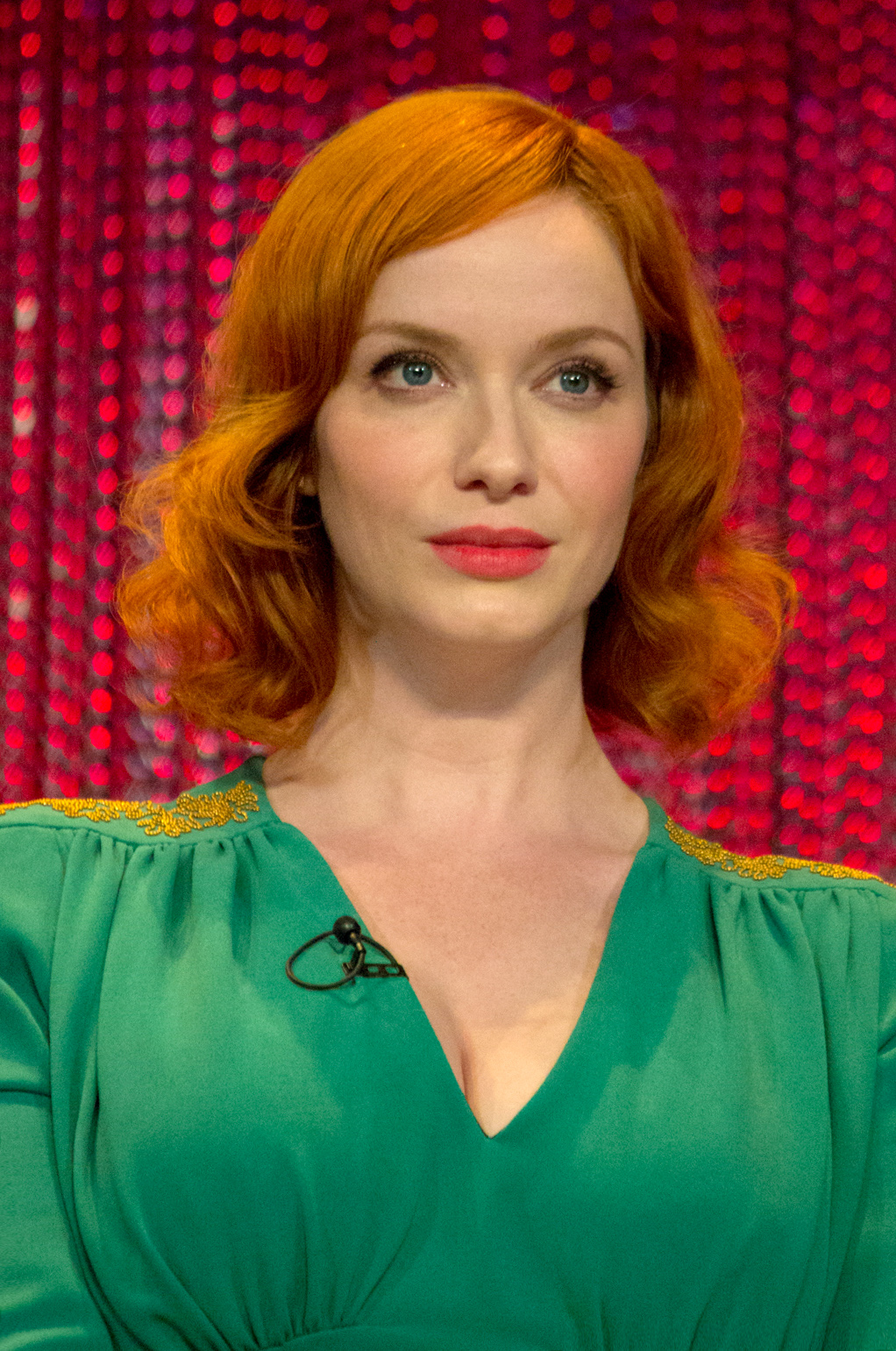
Christina Hendricks (2014)

Christina Rene Hendricks (* 3. Mai 1975 in Knoxville, Tennessee) ist eine US-amerikanische Schauspielerin und ehemaliges Model. Sie wurde vor allem durch ihre Rolle der Joan Holloway in der Fernsehserie Mad Men bekannt.

## Leben und Karriere
Hendricks wurde in Knoxville (Tennessee) als Tochter von Jackie Sue Raymond und Robert Hendricks geboren. Sie wuchs in Twin Falls und Fairfax (Virginia) auf und sammelte schon während ihrer Schulzeit Schauspielerfahrung.
Hendricks erste größere Fernsehrolle hatte sie 2000 bis 2001 in der Serie Beggars and Choosers. Weiter hatte sie Gastrollen in verschiedenen Serien, wie in Angel – Jäger der Finsternis, Emergency Room – Die Notaufnahme, Cold Case – Kein Opfer ist je vergessen oder Life. Für ihre wiederkehrende Gastrolle in Joss Whedons Firefly – Der Aufbruch der Serenity erhielt Hendricks 2006 den Syfy Genre Award. Außerdem ist Hendricks in dem Musikvideo The Ghost Inside der Band Broken Bells als Hauptdarstellerin zu sehen.
Von 2007 bis 2015 gehörte sie dem preisgekrönten Schauspielensemble der AMC-Dramaserie Mad Men an.
Hendricks besitzt die amerikanische und die britische Staatsbürgerschaft.

## Persönliches
Ab dem 11. Oktober 2009 war Hendricks mit dem Schauspielkollegen Geoffrey Arend verheiratet. Im Oktober 2019 trennte sich das Paar. Am 20. April 2024 heiratete sie den Kameramann George Bianchini.

## Synchronisation
Christina Hendricks wurde in Mad Men, Tin Star, Das krumme Haus, Good Girls und anderen Serien und Filmen von Debora Weigert synchronisiert. Selbst lieh Hendricks aber ebenfalls anderen Figuren ihre Stimme, wie etwa der Entität Unity in der Zeichentrickserie Rick and Morty in der Folge „Auto Erotic Assimilation“.

## Auszeichnungen
- Gewinnerin der Syfy Genre Awards 2006 für die Episode Antiquitätenraub (Trash) der Serie Firefly.
- Gewinnerin der 15th Screen Actors Guild Awards 2009 mit der Serie Mad Men.
- Gewinnerin des Festival de Télévision de Monte-Carlo 2009 als beste Schauspielerin einer Dramaserie für Mad Men.
- Gewählt zur bestaussehenden Frau der USA vom Esquire Magazine 2010.[6]
- Gewinnerin der 16th Screen Actors Guild Awards 2010 mit der Serie Mad Men.

## Filmografie (Auswahl)

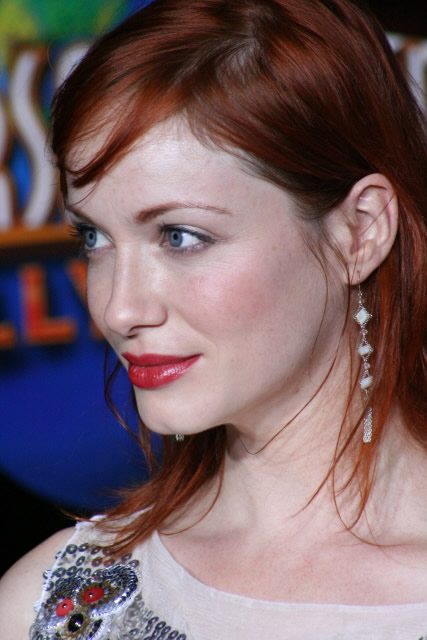
Hendricks bei der Premiere von Serenity (2005)

- 1999: Undressed – Wer mit wem? (Undressed, Fernsehserie, 4 Folgen)
- 2000–2001: Beggars and Choosers (Fernsehserie, 19 Folgen)
- 2001: Angel – Jäger der Finsternis (Angel, Fernsehserie, Folge 1x15)
- 2001: Thieves (Fernsehserie, Folge 1x07)
- 2002: Emergency Room – Die Notaufnahme (ER, Fernsehserie, 4 Folgen)
- 2002: The Big Time (Fernsehfilm)
- 2002–2003: Firefly – Der Aufbruch der Serenity (Firefly, Fernsehserie, 2 Folgen)
- 2003: Hunger Point
- 2004–2005: Kevin Hill (Fernsehserie, 22 Folgen)
- 2006: Without a Trace – Spurlos verschwunden (Without a Trace, Fernsehserie, Folge 4x17)
- 2006: Jake in Progress (Fernsehserie, 4 Folgen)
- 2007: La Cucina
- 2007: South of Pico
- 2007–2008: Life (Fernsehserie, 4 Folgen)
- 2007–2015: Mad Men (Fernsehserie, 80 Folgen)
- 2010: So spielt das Leben (Life as We Know It)
- 2011: Body of Proof (Fernsehserie, Folge 1x05 Dead Man Walking)
- 2011: Drive
- 2011: Detachment
- 2011: The Family Tree
- 2011: Der ganz normale Wahnsinn – Working Mum (I Don’t Know How She Does It)
- 2012: Vom Blitz getroffen (Struck by Lightning)
- 2012: Ginger & Rosa
- 2014: Leben und sterben in God’s Pocket (God’s Pocket)
- 2014: TinkerBell und die Piratenfee (Pirate Fairy, Stimme)
- 2014: Lost River
- 2015: Dark Places – Gefährliche Erinnerung (Dark Places)
- 2015–2016: Another Period (Fernsehserie, 17 Folgen)
- 2015–2023: Rick and Morty (Fernsehserie, 2 Folgen, Stimme)
- 2016: The Neon Demon
- 2016: Hap and Leonard (Fernsehserie, 6 Folgen)
- 2016: Bad Santa 2
- 2016: Zoolander 2
- 2017: Fist Fight
- 2017: Das krumme Haus (Crooked House)
- 2017: Pottersville
- 2017–2019: Tin Star (Fernsehserie, 15 Folgen)
- 2018–2021: Good Girls (Fernsehserie, 50 Folgen)
- 2018: The Strangers: Opfernacht (The Strangers: Prey at Night)
- 2018: The Romanoffs (Fernsehserie, Folge 1x03)
- 2018: Egg
- 2018: Candy Jar
- 2018: American Woman
- 2019: Henrietta Bulkowski (Kurzfilm)
- 2019: A Toy Story: Alles hört auf kein Kommando (Toy Story 4, Stimme)
- 2020: Scooby! Voll verwedelt (Scoob!, Stimme)
- 2020–2024: Solar Opposites (Fernsehserie, 14 Folgen, Stimme)
- 2022: The Storied Life of A.J. Fikry
- 2023: Agent Elvis (Fernsehserie, 2 Folgen, Stimme)
- seit 2023: The Buccaneers (Fernsehserie)
- 2024: Hacks (Fernsehserie, Folge 3x06)
- 2025: Small Town, Big Story (Fernsehserie, 6 Folgen)
- 2025: Good American Family (Fernsehserie, 3 Folgen)